# Cynopterus minutus
Cynopterus minutus is een zoogdier uit de familie van de vleerhonden (Pteropodidae). De wetenschappelijke naam van de soort werd voor het eerst geldig gepubliceerd door Miller in 1906.

## Voorkomen
De soort komt voor in Brunei, Indonesië en Maleisië.